# كأس البرتغال 1966–67
كأس البرتغال 1966–67 هو موسم من كأس البرتغال. كان عدد الأندية المشاركة فيه 46، وفاز فيه نادي فيتوريا سيتوبال.